# Stueng Hav (huyện)
Stueng Hav là một trong bốn huyện thuộc Sihanoukville, một tỉnh đô thị của Campuchia. Theo thống kê năm 1998, dân số huyện là 13.108 người.